# Шевенель, Вальтер
Вальтер Шевенель (нем. Walter Schevenels; 1894, Андерлехт — 6 марта 1966, Брюссель) — бельгийский профсоюзный деятель, генеральный секретарь Международной федерации профсоюзов (1931—1945).

## Биография
Вырос в семье сторонников социализма. Его отец был секретарём Национальной федерации рабочих-металлистов (NFM), а дед — одним из основателей брюссельской секции Первого Интернационала.
По профессии — металлист. В 1917 году стал главным редактором газеты «De Nieuwe Tijd». Во время Первой мировой войны примкнул к организации социалистической молодежи. Работая в реформистском профсоюзе металлистов в Антверпене, стал быстро выдвигаться, благодаря поддержке старых руководителей реформизма, видевших в молодом оппортунисте достойного для себя наследника.
Когда в Амстердамском Интернационале профсоюзов разразился кризис руководства, то, в связи с решением перенести местонахождение Интернационала из Амстердама в Берлин, руководящая верхушка сочла необходимым для противодействия влиянию немцев заменить генерального секретаря немца Йоханнеса Засенбаха, поддержанным французской реформистской Всеобщей конфедерацией труда (Жуо); в 1929 году В. Шевенель был назначен заместителем генерального секретаря, а в 1930 году — генеральным секретарём Амстердамского Интернационала профсоюзов.
Во время Второй мировой войны руководил профсоюзным интернационалом из Лондона, ориентируясь на Британский конгресс тред-юнионов. Последний, в свою очередь, лоббировал назначение его первым генеральным секретарём Всемирной федерации профсоюзов, однако ему пришлось довольствоваться должностью его заместителя.
В 1946—1948 годах — заместитель генсека Всемирной федерации профсоюзов, в 1949—1966 годах был генеральным секретарём Консультативного комитета профсоюзов при Организации экономического сотрудничества и развития, в 1950—1966 годах был генеральным секретарём Европейской региональной организации Международной конфедерации свободных профсоюзов.
Умер от сердечного приступа.